# Josef Nagele
Josef Nagele (18. května 1860 Obertrixen – 2. ledna 1926 Völkermarkt) byl rakouský agrární politik, na počátku 20. století poslanec Říšské rady, v poválečném období poslanec rakouské Národní rady.

## Biografie
Vychodil národní a reálnou školu a vystudoval zemědělskou a pivovarskou školu. Působil jako majitel pivovaru a realit. Angažoval se v Německé agrární straně. Byl členem okresní školní rady a předsedou zemědělského družstva ve Völkermarktu.
Na počátku 20. století se zapojil i do celostátní politiky. Ve volbách do Říšské rady roku 1907, konaných poprvé podle všeobecného a rovného volebního práva, získal mandát v Říšské radě (celostátní zákonodárný sbor) za obvod Korutany 4. Usedl do poslanecké frakce Německý národní svaz, v jehož rámci byl členem Německé agrární strany. Mandát za týž obvod obhájil ve volbách do Říšské rady roku 1911. Ve vídeňském parlamentu setrval až do zániku monarchie. K roku 1911 se profesně uvádí jako majitel pivovaru a realit.
V letech 1918–1919 zasedal jako poslanec Provizorního národního shromáždění Německého Rakouska (Provisorische Nationalversammlung), nyní za Německou nacionální stranu (DnP).